# Kościół perski

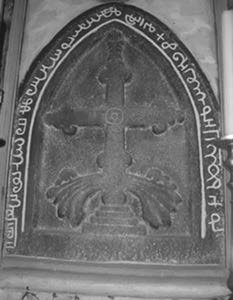
Kamienny krzyż z inskrypcją w języku pahlawi. Prawdopodobnie z V lub VI wieku. Kościół w Kottayam, w hinduskim stanie Kerala. Świadectwo misyjnej działalności Kościoła perskiego w Indiach.

Kościół perski, inaczej Kościół irański – chrześcijański Kościół w państwie Sasanidów, zorganizowany decyzją szacha Jezdegerda w roku 410. Funkcjonował jako część struktury religijnej, administracyjnej i prawnej Iranu do najazdu Arabów w połowie VII wieku.

## Rozpowszechnianie się chrześcijaństwa w Iranie
Rozwój chrześcijaństwa w Iranie był związany z podbojami Sasanidów, które sięgnęły w III i IV wieku nadmorskiej Syrii oraz północnej Mezopotamii. Powiększone terytorium spowodowało zwiększenie liczebności i roli Syryjczyków w życiu społeczeństwa irańskiego. Chrześcijańscy rzemieślnicy i kupcy zajęli wysoką pozycję społeczną, a od IV wieku wzrastała liczba nawróceń Persów na chrześcijaństwo. Dotyczyło to przede wszystkim miast, w których chrześcijańska społeczność syryjsko-perska w IV wieku zdominowała handel i niektóre rzemiosła. Także kilka perskich rodów arystokratycznych przyjęło chrześcijaństwo, chociaż okoliczności w jakich to nastąpiło nie są znane.
W IV wieku doszło do serii prześladowań chrześcijan w Iranie. Z jednej strony miały one charakter religijny, z drugiej ekonomiczny, gdyż dawały możliwość przechwycenia zasobnych majątków rzemieślników i kupców. Były one związane z konfliktem bizantyjsko-perskim, gdyż chrześcijanie byli oskarżani o sprzyjanie „Rzymianom”.

## Powstanie Kościoła perskiego
Na początku V wieku zawarto pokój między Bizancjum i Persją, a stosunki między tymi państwami ociepliły się. Jak przekazują źródła syryjskie, cesarz Arkadiusz wysłał do szacha Jezdegrada list, w którym prosił o zaprzestanie prześladowań chrześcijan. W odpowiedzi szach zarządził zwołanie synodu duchowieństwa chrześcijańskiego z całego państwa. Akta tego synodu nie zachowały się w języki pahlawi a jedynie w przekładzie syryjskim.
Do stolicy Iranu, Seleucji-Ktezyfonu, zjechało w roku 410 ponad czterdziestu biskupów. Synod przyjął dwadzieścia dwa kanony, które określały sposób zarządzania Kościołem oraz procedurę wyboru biskupów. Zaakceptowano nicejskie wyznanie wiary oraz nominowano biskupa Seleucji-Ktezyfonu Ashāqa na zwierzchnika całego Kościoła w Iranie z tytułem katolikosa. Wybór nowego katolikosa, zgodnie z postanowieniami synodu, musiał każdorazowo zatwierdzać szach. Synod zaakceptował również uprawnienia szacha w sprawie zwoływania synodów i obsady stanowisk kościelnych.
Decyzje synodu zostały zatwierdzone przez szacha Jezdegrada, który zaakceptował nominację Ashāqa i ogłosił katolikosa oraz jego następców zwierzchnikami chrześcijan w całym państwie Sasanidów. Społeczność chrześcijańska otrzymała autonomię, swobodę wyznawania religii i możliwość rządzenia się własnymi prawami – w zamian za podporządkowanie Kościoła władzy szacha, jak się wydaje na wzór modelu bizantyjskiego.

## Funkcjonowanie Kościoła w państwie Sasanidów
Po 410 roku Kościół perski stał się integralną częścią struktury państwa Sasanidów. Katolikosi należeli do szerokiego grona doradców i mieli dostęp do szachów. Przedkładali na dworze problemy społeczności chrześcijańskiej a z drugiej strony wydawali zarządzenia kościelne, które regulowały funkcjonowanie tejże społeczności w interesie państwa. Wydaje się, że Kościół był częściowo finansowany przez państwo, gdyż zachowały się przekazy o wsparciu organizacyjnym i pieniężnym w zwoływaniu synodów. Niektórzy władcy perscy tak interesowali się problemami irańskiego chrześcijaństwa, że nawet zwoływali na dworze dysputy teologiczne dla wyjaśnienia kontrowersyjnych kwestii.
Nie oznacza to jednak, że całkowicie zanikły prześladowania chrześcijan w sasanidzkim Iranie. Były one jednak od tej pory sporadyczne. Wiele z tych, o których wspominają źródła syryjskie, były to, jak się wydaje, konflikty szachów z przeciwnikami politycznymi, które niekiedy przybierały formę egzekucji wśród chrześcijańskiej części arystokracji czy też konfiskat majątków chrześcijańskich kupców z niektórych miast. Typowym przykładem był bunt syna szacha Chosreosa I, Aby. Aba oraz jego matka byli chrześcijanami, większość ze straconych buntowników również.
W V i VI wieku zdarzały się ataki wyznawców zoroastryzmu na chrześcijan, były to jednak lokalne konflikty a nie zorganizowane przez państwo prześladowania. Wyjątkiem było męczeństwo Abdy i Narsaja, jeszcze za rządów Jezdegrada; jednak Teoderet z Cyru przyznaje w Historii Kościoła, że wyroki śmierci były spowodowane zniszczeniem przez męczenników ołtarza i ugaszeniem świętego ognia „magów”. Szach Hormizd IV miał w końcu VI wieku odpowiedzieć przedstawicielom zoroastryzmu, którzy żądali od niego podjęcia działań przeciwko chrześcijanom, że państwo musi opierać się na wielu nogach, tak jak mój tron.

## Struktura Kościoła
Kościół perski miał w V wieku dwie metropolie – w Kirkuku i Seleucji-Ktezyfonie. Arcybiskup tej drugiej nosił jednocześnie tytuł katolikosa, zwierzchnika całego kościoła. Wybór katolikosa był niekiedy powodem konfliktów. Zdarzało się, że podczas synodu biskupi nie byli w stanie uzgodnić wspólnej kandydatury i następował podwójny wybór; były też przypadki odmowy uznania wyboru przez szacha i wieloletniego wakatu. Zanotowano przypadek, że władca zaproponował kandydata, którego synod nie chciał zatwierdzić, co też doprowadziło do wakatu na funkcji katolikosa.
W synodach, po których pozostały akta, bierze udział zazwyczaj kilkudziesięciu biskupów, więc zapewne taka była ich liczba w całym państwie. Jak wydaje się na podstawie źródeł, prawo nominacji biskupów przysługiwało katolikosom, którzy konsultowali kandydatów z władcą; jednak często miasta wybierały własnego biskupa, odrzucając nominata, co powodowało konflikty.
Wśród biskupów występują imiona syryjskie i perskie. Ponieważ źródła w języku pahlawi uległy prawie całkowitemu zniszczeniu po najeździe muzułmańskim, badacze odtwarzają dzieje Kościoła na podstawie zachowanych rękopisów syryjskich, które w wielu przypadkach wydają się być przekładami z pahlawi. Natomiast inskrypcje chrześcijańskie z V i VI wieku były najczęściej wykonywane w języku pahlawi. Wbrew opinii spotykanej w niektórych opracowaniach, katolikosami byli często rodowici Persowie a Kościół był zapewne dwujęzyczny.
Niemal cały Iran pokryła w V wieku sieć klasztorów, w każdym znaczącym mieście znajdowała się chrześcijańska szkoła. Szkoły te cieszyły się w państwie Sasanidów wysokim prestiżem. Uczono w nich nie tylko teologii, ale także greckiej filozofii i medycyny. Nauczanie początkowe odbywało się najczęściej przy kościołach. Rolę szkoły wyższej pełniła akademia w Nisibis. Podstawowymi przedmiotami nauczanym w niej były egzegeza, homiletyka i liturgika, ale na wysokim poziomie znajdowało się nauczanie filozofii i nauk świeckich.

## Doktryna Kościoła
Na synodzie w 410 roku Kościół perski zaakceptował uchwały soboru nicejskiego i w następnych latach utrzymywał jedność doktrynalną z kościołem w Bizancjum. Rozdźwięk rozpoczął się po soborze efeskim z 431 roku, w którym nie uczestniczyli przedstawiciele Iranu. W drugiej połowie V wieku do Persji zaczęli napływać syryjscy nestorianie a walka ideowa nabrała ostrego charakteru. Problemy chrystologiczne powodowały rozdźwięki wśród duchowieństwa. Dużą rolę w tych sporach odegrał Pers Barṣaumā, który przyswoił sobie poglądy Teodora z Mopsuestii i doprowadził do przyjęcia przez Kościół perski odrębnej od Kościoła w Bizancjum teologii.
Prace egzegetyczne Barṣaumy, który stanął na czele szkoły w Nisibis a potem został biskupem tego miasta, posłużyły za podstawę rozwoju idei nestoriańskich. Barṣaumā wyraził w swoich pismach sprzeciw uczonych perskich wobec teologii bizantyjskiej. Opierał się między innymi na politycznych przesłankach, bo według niego – chrześcijaństwo w Iranie powinno mieć swój inny, różny od bizantyjskiego charakter. Oprócz odrzucania nauki soboru w Efezie, Barṣaumā był na przykład przeciwnikiem celibatu, bronił nawet prawa biskupów do wstępowania w związki małżeńskie.
Polemiki Barṣaumy z katolikosem Akākem miały kluczowy wpływ na przyjęcie w Kościele perskim odrębnej chrystologii, zaakceptowanej stopniowo przez kilka synodów, z których ostatni odbył się w 497 roku. Dużą rolę w rozwoju teologii odegrał katolikos Mār Abā I (zm. 552), Pers nawrócony z zoroastryzmu, który odbył podróż po Cesarstwie Bizantyjskim, broniąc tam doktryny irańskiej. Sami Persowie i Syryjczycy nie nazywali siebie nestorianami, ten przydomek nadali im ich teologiczni przeciwnicy. Syryjskie źródła nazywają doktrynę Kościoła najczęściej perską.
W VI wieku zaczęli do Iranu napływać syryjscy monofizyci. Mimo że wielu ich działało i pisało swoje dzieła w państwie Sasanidów, powodując dalszą serię sporów chrystologicznych i dysput teologicznych, idee monofizyckie nie przyjęły się w Kościele perskim.

## Działalność misyjna
W źródłach znajduje się wiele przykładów misyjnej działalności Kościoła perskiego. Odnotowane zostały nawrócenia członków rodu Sasanidów, czy wysokich urzędników na dworze szacha. Szczególną wagę pisarze kościelni przykładali do nawróceń wśród kapłanów Zoroastra, czyli tak zwanych „magów”.
Wyprawy kupieckie spowodowały zakładanie pierwszych kolonii chrześcijańskich w Indiach i Chinach, chociaż właściwa ekspansja chrześcijaństwa na tych obszarach przypada dopiero na okres emigracji syryjskich i perskich chrześcijan spod władzy muzułmańskiej, już po upadku Kościoła perskiego. Misje wśród Arabów doprowadziły do nawrócenia kilku plemion z północnej części półwyspu.

## Upadek Kościoła
Podczas najazdu muzułmańskiego z VII wieku zabito dużą część duchowieństwa, zburzono prawie wszystkie kościoły i skonfiskowano majątki. Jak się wydaje, dotyczyło to w szczególny sposób perskojęzycznej części Kościoła, bo to co pozostanie po nim w następnych wiekach, będzie już prawie wyłącznie syryjskie. Układanie się z Arabami rozpoczął katolikos Mār Emmeh, wybrany w 646 roku, ale w zmienionych warunkach proces ten doprowadził do powstania nowej formy organizacyjnej chrześcijaństwa na ziemiach opanowanych przez muzułmanów.